# 私立探偵エイブ 折り紙殺人事件
『私立探偵エイブ 折り紙殺人事件』（原題:The Kid Detective）は2020年に公開されたカナダのドラマ映画である。監督はエヴァン・モーガン、主演はアダム・ブロディが務めた。本作はモーガンの長編映画監督デビュー作でもある。
本作は日本国内で劇場公開されなかったが、2021年8月4日にデジタル配信が始まった。

## 概略
エイブ・アップルバウムは少年探偵として街で起こるちょっとしたミステリーを次々と解決し、街の人からも愛されていた。ところが、彼が12歳の頃、親友のグレイシーが突如失踪するという事件が発生した。エイブは警察とは別ルートでグレイシーの捜索を進めたが、彼女の行方を突き止めることはついにできなかった。この一件でエイブは心に深い傷を負った。
それから20年後、エイブはなおも探偵として活動していたが、街の人々からは「いつまで少年探偵のつもりでいるのか」と陰口を叩かれる有様だった。エイブはそんな現状から目を背け続け、アルコールとドラッグで気分を紛らわせる日常を送っていた。そんなある日、エイブの下に高校生のキャロラインがやって来た。恋人を殺した犯人を探し当ててほしいのだという。殺人事件を扱った経験のないエイブだったが、「この事件を見事解決すれば自分の凄さを世間に知らしめることができる」と確信し、無料で依頼を引き受けることにした。
捜索の過程でいくつかの不始末をやらかしたものの、エイブは事件の重大な手がかりを発見することができた。それはキャロラインの下に贈られてくる折り紙のバラであった。驚くべきことに、その折り紙のバラは失踪直前のグレイシーの下に贈られたものと酷似していた。ここに至り、エイブはグレイシーの失踪事件と今回の事件との間に繋がりがあると確信する。

## キャスト
- エイブラハム・アップルバウム（エイブ）：アダム・ブロディ
  - 子供時代のエイブラハム・アップルバウム：ジェシー・ノア・グルマン
- キャロライン：ソフィー・ネリッセ
- アーウィン校長：ピーター・マクニール
- ミスター・チャン：ツィ・マー
- クリアリー巡査：モーリス・ディーン・ウィン
- ミセス・アップルバウム：ウェンディ・クルーソン
- ルーシー：サラ・サザーランド
- ミスター・アップルバウム：ジョナサン・ウィテカー
- グレイシー・ガリヴァー：ケイトリン・チャルマーズ＝リッツァート

## 製作・音楽
2017年1月18日、アダム・ブロディとソフィー・ネリッセが本作に出演することになったと報じられた。本作の主要撮影は2019年9月25日にカナダのノースベイで始まり、同年10月30日に終了した。2020年11月16日、本作のサウンドトラックが発売された。

## 評価
本作は批評家から好意的に評価されている。映画批評集積サイトのRotten Tomatoesには62件のレビューがあり、批評家支持率は84%、平均点は10点満点で7.1点となっている。サイト側による批評家の見解の要約は「アダム・ブロディのシャープな演技のお陰で、小品ではあるが魅力的な作品に仕上がっている。『私立探偵エイブ 折り紙殺人事件』は「子供時代に見せたポテンシャルを大人になってから発揮できなかった」というよくあるストーリーにダークな笑いを見出した。」となっている。また、Metacriticには14件のレビューがあり、加重平均値は74/100となっている。